# Éva Heyman

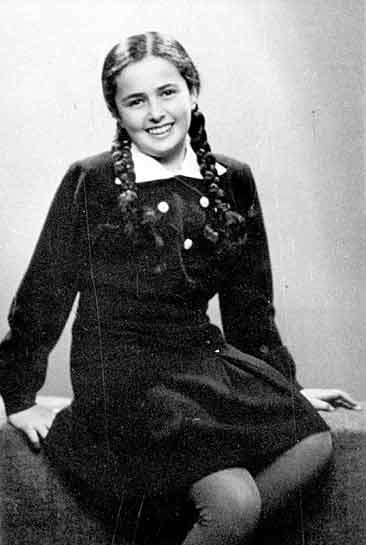
Éva Heyman

Éva Heyman (geboren 13. Februar 1931 in Oradea (ungarisch Nagyvárad; jiddisch und deutsch Großwardein), Rumänien; gestorben 17. Oktober 1944 im KZ Auschwitz-Birkenau) war eine ungarische Schülerin, die in der Zeit der Judenverfolgung in Ungarn kurze Zeit ein Tagebuch schrieb, bevor sie in das KZ Auschwitz deportiert und dort Opfer des Holocaust wurde.

## Leben
Éva wuchs in Oradea auf, das in der infolge des Ersten Weltkriegs und der Gebietsveränderungen durch den Vertrag von Trianon seit 1919 zu Rumänien gehörte. Ihre Mutter Ágnes Rácz war seit 1933 geschieden, hatte erneut geheiratet und lebte mit Évas Stiefvater, dem Schriftsteller Béla Zsolt, in Budapest. Éva war bei den Eltern der Mutter in Oradea geblieben und ging dort zur Schule. Auch den Vater Béla Heyman, der Architekt war und auf der anderen Seite der Stadt wohnte, sah sie nur sporadisch. Im Haushalt der jüdischen Großeltern, die in der Stadt eine Apotheke betrieben, gab es eine ungarische Haushaltshilfe, Mariska Szabo, die nicht jüdisch war. 1942 wurde Béla Zsolt zur Zwangsarbeit eingezogen, doch Ágnes konnte ihn aus der Zwangsarbeit auslösen. Als Anfang 1944 der Bombenkrieg Budapest erreichte, zogen beide ins vermeintlich sicherere Nagyvárad zu den Eltern und zur Tochter.

### Judenverfolgung in Ungarn in der Zeit des Zweiten Weltkriegs
Nagyvárad war 1940 durch den Zweiten Wiener Schiedsspruch wieder ungarisch geworden. Bereits im Sommer 1941 gab es dort eine Deportation derjenigen Juden, die aus der Zeit vor 1919 keinen ungarischen Ausweis besaßen oder in Rumänien staatenlos gewesen waren. Sie wurden von den Ungarn zusammen mit 14.000 staatenlosen Juden der Karpatho-Ukraine in die besetzte Ukraine getrieben und dort von den Deutschen im Massaker von Kamenez-Podolsk umgebracht, was nicht verheimlicht werden konnte. Éva erinnert sich in ihrem Tagebuch wiederholt an ihre Schulfreundin Márta, deren Familie zu diesen Deportierten gehörte; sie ahnt, dass Márta gewaltsam zu Tode gekommen sei.
Im Frühjahr 1944 wurden die deutschen, rumänischen und ungarischen Truppen aus der Sowjetunion vertrieben und die deutsche Wehrmacht besetzte am 19. März 1944 Ungarn. In den Monaten darauf kam es zu einer neuen Judenverfolgung, bei der das Eichmann-Kommando in Zusammenarbeit mit den Behörden des Landes, der ungarischen Miliz und unter dem Wegschauen der einheimischen Bevölkerung nach Angaben des deutschen Botschafters Edmund Veesenmayer vom 27. April 1944 bis zum 11. Juli 1944 437.402 Juden in 147 Zügen aus der ungarischen Provinz nach Auschwitz deportierte.

### Judenverfolgung in Nagyvárad 1944
Am 31. März 1944 kamen deutsche SS-Kräfte nach Nagyvárad, beschlagnahmten das jüdische Krankenhaus der Stadt und erpressten vom Leiter der jüdischen Gemeinde Sándor Leitner die Abgabe verschiedener Güter. Am 6. April begann der Terror, als SS-Leute einzelne Häuser für ihren Bedarf gewaltsam räumten. Am 18. April begannen auch Angehörige der ungarischen Honvéd-Armee, sich jüdischen Eigentums zu bedienen.
Am 30. April kam es in Nagyvárad zu einem Treffen des ungarischen Staatssekretärs im Innenministerium László Endre (1895–1946), der kommunalen Administration und dem SS-Obersturmführer Theodor Dannecker. Der Bürgermeister Dr. István Soos weigerte sich teilzunehmen und trat von seinem Amt zurück. Vom Stadtdirektor László Gyapay wurden am 3. Mai 1944 zwei Ghettos für 27.000 und 8.000 Juden im Stadtgebiet angeordnet, die die jüdische Bevölkerung binnen fünf Tagen beziehen musste. Es wurde ein Judenrat unter der Leitung von Leitner angeordnet, ein jüdischer Ordnungsdienst und eine Krankenstation. Der Gendarmerie-Oberstleutnant Jenő Peterffy leitete diese Maßnahmen und trug ab dem 10. Mai zur Verschärfung der desaströsen Situation bei, als er seiner Truppe aus Polizei und Gendarmerie Durchsuchungsaktionen nach Wertsachen befahl, die Gendarmen schreckten dabei vor Folterungen der Juden nicht zurück. „Dort wurden Juden entkleidet und mit Schläuchen geschlagen; Frauen wurden Stromkabel in den Uterus eingeführt, häufig vor den Augen ihrer Familienangehörigen.“ 2.500 Männer wurden zu verschärfter Zwangsarbeit herangezogen. In der Zwischenzeit war der Eisenbahntransport organisiert worden. Zwischen dem 24. Mai und dem 3. Juni wurden die Ghettos in Nagyvárad evakuiert und täglich 3.000 Juden mit der Eisenbahn „nach dem Osten“ deportiert.

### „Ich will leben!“
„Ich wurde dreizehn – an einem Freitag den dreizehnten wurde ich geboren“.  Éva beginnt das (veröffentlichte) Tagebuch an ihrem dreizehnten Geburtstag, am Sonntag, dem 13. Februar 1944. Das Tagebuch registriert die bedrohliche Atmosphäre im Februar, Mitte März, die deutsche Machtübernahme und den Regierungswechsel in Budapest in den Worten des Apothekers Rezső Rácz in der entfernten Provinzstadt, das Einschleichen der Gewalt und ihrer Schrecken, die Depossedierung im April. Éva gibt ungern ihr rotes Fahrrad, für das die ganze Familie gespart hatte, aber sie behält den größten Schatz, ihr Leben. Éva spekuliert, ob sie ihr Leben retten kann, wenn sie einem der Wächter einen Kuss zulasse. Évas Großeltern müssen die Wohnung aufgeben und werden in ein völlig überfülltes Judenhaus in der Szacsat Ut 20 gezwungen. Éva beschreibt den Umzug der Familie ins Ghetto. Sie beschreibt die dortige Not, den blanken Terror. Sie beschreibt die Angst um ihr Leben. Der letzte Eintrag ist von Anfang Juni 1944. Als sich die Haushaltshilfe Mariska ins Ghetto schleicht, um ein paar Lebensmittel für die Familie zu bringen, erhält sie das Tagebuch zur Verwahrung. Am 29. Mai wird ihnen angekündigt, dass sie „in den Osten“ umgesiedelt werden.
Am 6. Juni 1944, dem Tag der Invasion der Alliierten in der Normandie, wurde Éva mit den Großeltern in einem der Viehwaggons nach Auschwitz deportiert. Während die Großeltern dort sofort auf der Rampe für die Gaskammer selektiert wurden, wurde Éva für die Menschenversuche des KZ-Arztes Josef Mengele ausgewählt. Als ihre Füße anschwollen, war sie als Versuchsperson ohne Wert und wurde am 17. Oktober 1944 vergast.

### Überlebende
Über das Schicksal von Évas Vater Béla Heyman ist nichts bekannt. Ihr Stiefvater Béla Zsolt hielt sich in den Tagen der Deportation in der Krankenstation des Ghettos in Nagyvárad versteckt. Einige der Kranken, darunter Évas Mutter Ágnes Zsolt, wurden nicht deportiert, sondern sie gerieten in die Gruppe von ca. 1670 ungarischen Juden, für die Rudolf Kasztner gegenüber Adolf Eichmann eine andere Regelung auszuhandeln versuchte. Tatsächlich wurden sie Ende Juni 1944 in das KZ Bergen-Belsen transportiert und gelangten von dort Anfang Dezember 1944 in die Schweiz.
Béla Zsolt schrieb den autobiografischen Roman Neun Koffer über seine Zeit in der Verfolgung, der 1946 veröffentlicht wurde. Er starb schwer erkrankt 1949 in Budapest. Ágnes Zsolt erkrankte psychisch und starb 1951 in einem Sanatorium durch Suizid.

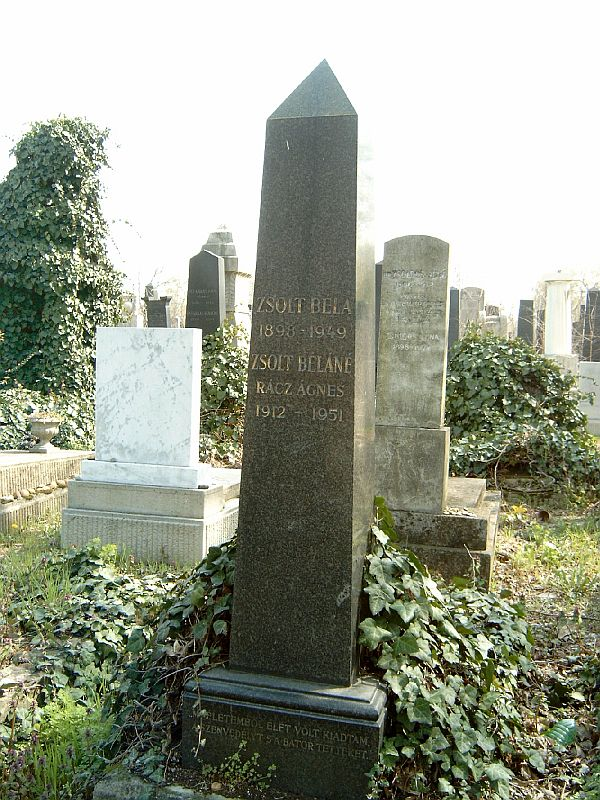
Grab von Agnes Rácz und Béla Zsolt in Budapest auf dem Kozma utcai izraelita temető

## Tagebuch: Editionsgeschichte – Echtheitsfrage
Das Vorwort zur hebräischen Ausgabe des Tagebuchs enthielt eine vorsichtige Einschätzung von Yehudah Marton, die auch in die englische Version übernommen wurde: Das Tagebuch blieb 1944 in Oradea und kam nach Kriegsende wieder in die Hände der Mutter Ágnes Zsolt, die es mit nach Budapest nahm. Das Manuskript ist verschwunden. Das Tagebuch wurde wahrscheinlich redigiert: gekürzt und möglicherweise sprachlich überarbeitet. Möglicherweise hat auch der Schriftsteller Zsolt lektoriert. Auf Grund der offenen Ausdrucksweise wurden möglicherweise kritische Bemerkungen über den von der Tochter erahnten mehrfachen „Verrat“ der Mutter und des Stiefvaters gestrichen.
Ágnes Zsolt gab ihre Fassung 1947/1948 in Druck. Übersetzungen erfolgten ins Hebräische 1964 und zunächst aus dem Hebräischen ins Englische 1974. Der rumänische Schriftsteller Oliver Lustig besorgte 1991 eine rumänische Übersetzung. Eine Übersetzung ins Deutsche erfolgte durch Ernõ Zeltner: Ágnes Zsolt: Das rote Fahrrad. Nischen Verlag, Wien 2012.
Gergely Kunt legte 2010 eine neue Lesart vor, die den Text als einen literarischen Versuch der Totenklage der Mutter für ihre Tochter befragt, die Antwort aber, da unlösbar, dem Leser überlassen muss.

## Verbreitung des Tagebuchs in Deutschland
Der deutsche Jurist Christoph Gann, der 1999 eine Studie über den Schweden und Budapester Judenretter Raoul Wallenberg vorlegte und seit 1994 zu Wallenberg eine Wanderausstellung organisiert, lässt im Rahmen dieser Ausstellung selbst übersetzte Ausschnitte des Tagebuchs lesen, zuletzt in Dortmund 2011 durch den Schauspieler Claus Dieter Clausnitzer.

## Bearbeitungen
1989 wurde von Krisztina Deák unter dem Titel Eszterkönyv (dt. „Esters (Tage-)Buch“) das Schicksal der Mutter verfilmt. A piros bicikli (dt. „Das Rote Fahrrad“) ist eine ungarische Theaterproduktion, in dem neben Éva Heymans auch das Tagebuch der drei Jahre älteren Budapesterin Lilli Ecséry auf die Bühne gebracht wird, aus dem Jahr 2005.

## Ausgaben und Übersetzungen des Tagebuchs

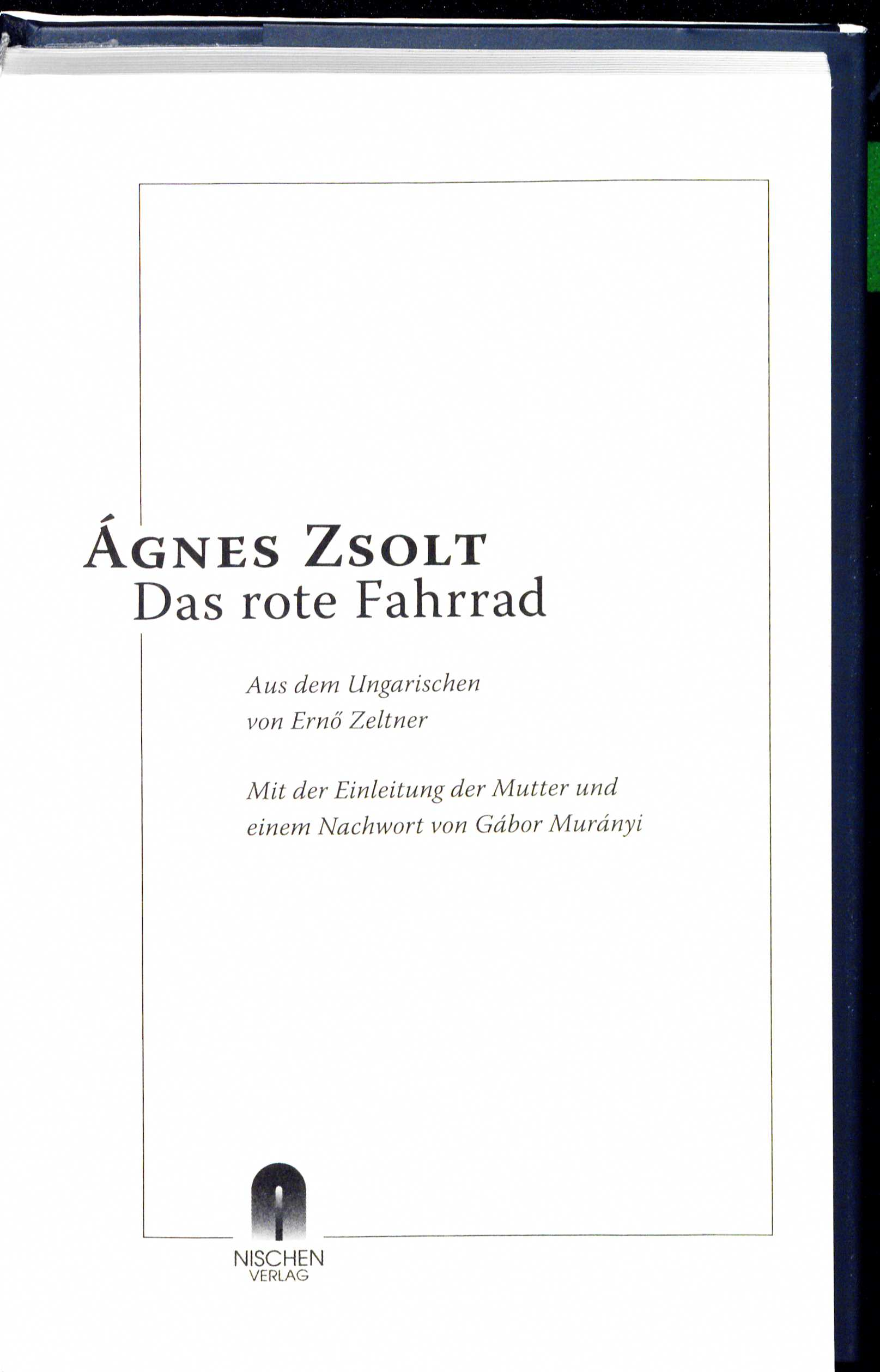
Ágnes Zsolt: Das rote Fahrrad 2012

### Ungarische Originalsprache
- Éva Heyman, Ágnes Zsolt: Eva lányom. Budapest, Új Idők Irodalmi Intézet R.T. (Singer és Wolfner), 1948.
  - Budapest : XXI. Szazad Kiado, 2011.

### Deutsche Übersetzung
- Ágnes Zsolt: Das rote Fahrrad, Aus dem Ungarischen von Ernö Zeltner. Mit der Einleitung der Mutter und einem Nachwort von Gábor Murányi, Wien : Nischen Verlag, 2012, ISBN 978-3-9503345-0-0.

### Weitere Übersetzungen
- Yehudah Marton (Hrsg.): Yomanah shel Eṿah Haiman. Yad Vashem, Jerusalem 1964. (hebräisch)
  - „The Hebrew version was published in 1964 in Jerusalem. Marton describes the history of the Oradea Jewry, its social and cultural characteristics, speaks about Eva's family and about the atmosphere in which the Diary was born, in a twelve page introduction for the Hebrew version.  Additionally, he wrote explanatory notes to the text, to render in a concise manner ideas that are foreign to the Hebrew reader.“
- The diary of Éva Heyman. Introduction and notes by Judah Marton. translated from Hebrew into English by Moshe M. Kohn. Yad Vashem, Jerusalem 1974.
  - The Diary of Eva Heyman: Child of the Holocaust. Shapolsky Publishers, New York 1987, ISBN 0-933503-89-X.
- Teilveröffentlichung des Tagebuchs in der Übersetzung aus dem Ungarischen ins Englische von Susan Geroe bei yizkor
- Oliver Lustig: Jurnalul lui Éva Heyman. „Am trăit atît de puțin.“, 1991 (ro) (Übersetzung von der ungarischen in die rumänische Sprache)
- Silviu Goran: Eva Heyman. ISBN 973-8953-95-6 (ro)
- Auszüge bei Jacob Boas: We are witnesses. five diaries of teenagers who died in the Holocaust. Henry Holt, New York 1995, ISBN 0-8050-3702-0.
  - Jacob Boas in niederländischer Übersetzung: Eva, Dawid, Moshe, Yitschak en Anne : oorlogsdagboeken van joodse kinderen.
  - Jacob Boas in russischer Übersetzung: My svideteli : dnevniki pi︠a︡ti podrostkov, zhertv Kholokosta. Optima, Kiew 2001, ISBN 966-7869-05-9.
- Auszüge bei Laurel Holliday: Children in the Holocaust and World War II : their secret diaries. Pocket Books, New York New York : Pocket Books, 1995. [An anthology of twenty-three diaries written during the Holocaust by children, some of whom were later murdered by the Nazis]

### Zeitgeschichte
- Dezso Schon u. a.: A tegnap varosa; a nagyvaradi zsidosag emlekkonyve. [Ir ve-etmol; sefer zikaron le-yehudei Grosswardein]. Tel-Aviv 1981.
  - engl. von Susan Geroe: The City of Yesterday: Memorial Book of the Jews of Nagyvarad (Oradea, Romania). bei yizkor
- Robert Rozett: Oradea. In: Encyclopedia of the Holocaust, Band III, 1990, S. 1088–1090.
- Nagyvárad. In: Guy Miron (Hrsg.): The Yad Vashem encyclopedia of the ghettos during the Holocaust. Band 2. Jerusalem 2009,  ISBN 978-965-308-345-5, S. 511–513.
- Wolfgang Benz (Hrsg.): Arbeitserziehungslager, Ghettos, Jugendschutzlager, Polizeihaftlager, Sonderlager, Zigeunerlager, Zwangsarbeiterlager. Geschichte der nationalsozialistischen Konzentrationslager. Band 9. Beck, München 2005, ISBN 3-406-57238-3.
- Randolph L. Braham: The politics of genocide. The Holocaust in Hungary. Columbia University Press, New York 1981, ISBN 0-231-05208-1.